# Puntate di Comedians in Cars Getting Coffee

## La prima tazza
| N. | Titolo                                                                | Titolo originale                                 | Ospite               | Automobile                            | Ristorante                                            | Pubblicazione USA su Netflix |
| -- | --------------------------------------------------------------------- | ------------------------------------------------ | -------------------- | ------------------------------------- | ----------------------------------------------------- | ---------------------------- |
| 1  | Jim Carrey: Ci piace respirare i tuoi fumi                            | We Love Breathing What You're Burning, Baby      | Jim Carrey           | 1976 Lamborghini Countach             | Killer Cafe, Marina Del Rey, California               | 17 luglio 2015               |
| 2  | Jimmy Fallon: La leggenda inaffondabile - Parte 1                     | The Unsinkable Legend — Part 1                   | Jimmy Fallon         | 1956 Chevrolet Corvette               | John's Pancake House, Montauk, New York               | 18 dicembre 2014             |
| 3  | Jimmy Fallon: La leggenda inaffondabile - Parte 2                     | The Unsinkable Legend — Part 2                   | Jimmy Fallon         | 1994 Land Rover Defender 90           | John's Pancake House, Montauk, New York               | 18 dicembre 2014             |
| 4  | Alec Baldwin: Pigro, inetto, poco di buono                            | Just a Lazy Shiftless Bastard                    | Alec Baldwin         | 1970 Mercedes-Benz 280 SL             | Fairway Market Café, New York City, New York          | 16 agosto 2012               |
| 5  | Stephen Colbert: Tutto sanguinante ma splendido                       | Cut Up and Bloody but Looking Good               | Stephen Colbert      | 1964 Morgan +4                        | Bluestone Coffee Co., Montclair, New Jersey           | 18 luglio 2015               |
| 6  | Sarah Jessica Parker: Un po' super sensibili                          | A Little Hyper-Aware                             | Sarah Jessica Parker | 1976 Ford LTD Country Squire          | Colony Diner, East Meadow, New York                   | 19 giugno 2014               |
| 6  | Sarah Jessica Parker: Un po' super sensibili                          | A Little Hyper-Aware                             | Sarah Jessica Parker | 1976 Ford LTD Country Squire          | Francesco's Bakery, Hicksville, New York              | 19 giugno 2014               |
| 7  | Trevor Noah: Era l'apartheid, Jerry                                   | That's the Whole Point of Apartheid, Jerry       | Trevor Noah          | 1985 Ferrari 308 GTBi                 | One Girl Cookies, Brooklyn, New York                  | 1 luglio 2015                |
| 8  | Kristen Wiig: La volvosità                                            | The Volvo-ness                                   | Kristen Wiig         | 1964 Volvo 122S Amazon                | House of Pies, Los Angeles, California                | 5 gennaio 2017               |
| 9  | John Oliver: Quale razza di bestia umana farebbe una cosa del genere? | What Kind of Human Animal Would Do This?         | John Oliver          | 1959 Triumph TR3                      | Allswell, Brooklyn, New York                          | 21 luglio 2016               |
| 10 | Chris Rock: I ragazzi hanno bisogno del bullismo                      | Kids Need Bullying                               | Chris Rock           | 1969 Lamborghini Miura P400S          | Allendale Eats!, Allendale, New Jersey                | 18 luglio 2013               |
| 11 | Christoph Waltz: Champagne, sigari e pancake                          | Champagne, Cigars, and Pancake Batter            | Christoph Waltz      | 1957 BMW 507 Series II                | IHOP, Torrance, California                            | 2 febbraio 2017              |
| 12 | Tina Fey: Le feci rientrano nel mio ambito                            | Feces Are My Purview                             | Tina Fey             | 1967 Volvo 1800S                      | Floridita, Harlem, New York City, New York            | 30 gennaio 2014              |
| 12 | Tina Fey: Le feci rientrano nel mio ambito                            | Feces Are My Purview                             | Tina Fey             | 1967 Volvo 1800S                      | Dominique Ansel Bakery, SoHo, New York City, New York | 30 gennaio 2014              |
| 13 | Aziz Ansari: Come un palazzo spinto giù da una rupe                   | It's Like Pushing a Building Off a Cliff         | Aziz Ansari          | 2012 Prevost Car X3-45 VIP            | Brody's Diner, Shrewsbury, Massachusetts              | 10 luglio 2014               |
| 14 | Ricky Gervais: Un pazzo in un'auto della morte                        | Mad Man in a Death Machine                       | Ricky Gervais        | 1967 Austin-Healey 3000               | City Island Diner, City Island, New York              | 2 agosto 2012                |
| 15 | Seth Meyers: Davvero?!                                                | Really?!                                         | Seth Meyers          | 1973 Porsche 911 Carrera RS           | Roebling Tea Room, Brooklyn, New York                 | 11 luglio 2013               |
| 16 | Norm Macdonald: Un'auto arrugginita sotto la pioggia                  | A Rusty Car in the Rain                          | Norm Macdonald       | 1958 Porsche 356A                     | Jackson Hole Diner, East Elmhurst, New York           | 12 gennaio 2017              |
| 17 | Michael Richards: Nell'acqua, Jerry                                   | It's Bubbly Time, Jerry                          | Michael Richards     | 1962 Volkswagen Double Cab Pickup     | The Malibu Kitchen, Malibu, California                | 27 settembre 2012            |
| 18 | J.B. Smoove: Tutti rispettano un naso che sanguina                    | Everybody Respects a Bloody Nose                 | J. B. Smoove         | 1964 Studebaker Avanti                | 10 Speed Coffee, Los Angeles, California              | 7 luglio 2016                |
| 19 | Joel Hodgson: Un assaggio di inferno dall'alto                        | A Taste of Hell From on High                     | Joel Hodgson         | 1963 Volkswagen Karmann Ghia          | Skylark Diner, Edison, New Jersey                     | 23 agosto 2012               |
| 20 | Ali Wentworth: Prendo un cachet e lascio perdere                      | I'm Going to Take a Percocet and Let That One Go | Ali Wentworth        | 1970 Mercedes-Benz 280 SE Convertible | Fiddler's Elbow Country Club, Bedminster, New Jersey  | 11 dicembre 2014             |

## Dolce e leggero
| N. | Titolo                                                                   | Titolo originale                                                            | Ospite                   | Automobile                                          | Ristorante                                                                    | Pubblicazione USA su Netflix |
| -- | ------------------------------------------------------------------------ | --------------------------------------------------------------------------- | ------------------------ | --------------------------------------------------- | ----------------------------------------------------------------------------- | ---------------------------- |
| 1  | Barack Obama: Mi dica solo che Lei è il presidente                       | Just Tell Him You're the President                                          | Barack Obama             | 1963 Corvette Sting Ray                             | Staff dining room of the White House, Washington.                             | 30 dicembre 2015             |
| 2  | Kevin Hart: Stai benissimo col vento fra i capelli                       | You Look Amazing in the Wind                                                | Kevin Hart               | 1959 Porsche RSK Spyder                             | 212 Pier, Santa Monica, California                                            | 6 novembre 2014              |
| 3  | Will Ferrell: Sig. Ferrell, devo proprio chiederle di spegnere il sigaro | Mr. Ferrell, For the Last Time, We're Going to Ask You to Put the Cigar Out | Will Ferrell             | 1970 Plymouth Superbird                             | Med Cafe, Marina del Rey, California                                          | 3 febbraio 2016              |
| 4  | Howard Stern: Gli ultimi giorni di Howard Stern                          | The Last Days of Howard Stern                                               | Howard Stern             | 1969 Pontiac GTO                                    | Bel Aire Diner, Astoria, New York                                             | 6 febbraio 2014              |
| 5  | Mel Brooks e Carl Reiner: Voglio panini e pollo                          | I Want Sandwiches, I Want Chicken                                           | Carl Reiner & Mel Brooks | 1960 Rolls-Royce Silver Cloud II 1970 Porsche 911 S | Norm's Diner, Los Angeles, California Nate 'n Al's, Beverly Hills, California | 20 settembre 2012            |
| 6  | Julia Louis-Dreyfus: Ci vengo se non devo parlare                        | I'll Go If I Don't Have to Talk                                             | Julia Louis-Dreyfus      | 1964 Aston Martin DB5                               | Caffe Luxxe & Art's Table, Santa Monica, California                           | 3 giugno 2015                |
| 7  | Don Rickles: Non lavorerai mai al Copa                                   | You'll Never Play the Copa                                                  | Don Rickles              | 1958 Cadillac Eldorado                              | Factor's Famous Deli, Los Angeles, California                                 | 4 luglio 2013                |
| 8  | Judd Apatow: Fuga da Syosset                                             | Escape from Syosset                                                         | Judd Apatow              | 1968 Pontiac Firebird 400                           | 101 Coffee Shop, Los Angeles, California                                      | 30 giugno 2016               |
| 9  | David Letterman: Mi piacciono i popcorn                                  | I Like Kettlecorn                                                           | David Letterman          | 1995 Volvo 960 station wagon                        | Green Granary, New Milford, Connecticut                                       | 20 giugno 2013               |

## Miscela speciale
| N. | Titolo                                                       | Titolo originale                                                   | Ospite                 | Automobile                         | Ristorante                                                 | Pubblicazione USA su Netflix |
| -- | ------------------------------------------------------------ | ------------------------------------------------------------------ | ---------------------- | ---------------------------------- | ---------------------------------------------------------- | ---------------------------- |
| 1  | Amy Schumer: Mi chiedo come sia uscire con me                | I'm Wondering What It's Like to Date Me                            | Amy Schumer            | 1971 Ferrari Daytona 365 GTB/4     | Short Stop Diner, Bronx, NY                                | 13 novembre 2014             |
| 2  | Steve Harvey: Prima fai sempre il numero sulle banane        | Always Do the Banana Joke First                                    | Steve Harvey           | 1957 Chevrolet Bel Air             | Manny's Cafeteria & Biggs Mansion, Chicago, IL             | 10 giugno 2015               |
| 3  | Steve Martin: Se vedete questo su un cesso non sedetevi      | If You See This on a Toilet Seat, Don't Sit Down                   | Steve Martin           | 1954 Siata 8V, 1966 Ford Mustang   | Pleasantville Diner, Pleasantville, NY                     | 6 gennaio 2016               |
| 4  | Jon Stewart: Il suono della verginità                        | The Sound of Virginity                                             | Jon Stewart            | 1978 AMC Gremlin, 1968 AMC AMX     | Tick Tock Diner, Clifton, NJ                               | 17 luglio 2014               |
| 5  | Patton Oswalt: Tu come l'avresti ucciso Superman?            | How Would You Kill Superman?                                       | Patton Oswalt          | 1981 DMC DeLorean                  | Handsome Coffee Roasters, Los Angeles, CA                  | 9 gennaio 2014               |
| 6  | Jay Leno: La comicità è un'arma segreta                      | Comedy Is a Concealed Weapon                                       | Jay Leno               | 1949 Porsche 356                   | Jones Coffee, Pasadena, CA                                 | 16 gennaio 2014              |
| 7  | Jim Gaffigan: Restate per il papa                            | Stick Around for the Pope                                          | Jim Gaffigan           | 1977 Volkswagen Westfalia Camper   | Second Avenue Deli, Manhattan, NY                          | 16 giugno 2016               |
| 8  | Fred Armisen: Non me l'avevano detto                         | I Wasn't Told About This... with Special Feature: I’m Dying, Jerry | Fred Armisen           | 1965 Saab 96 Monte Carlo 850       | Coava Coffee Roasters, Portland, OR                        | 4 dicembre 2014              |
| 9  | Garry Shandling: È bello che Garry Shandling sia ancora vivo | It's Great That Garry Shandling Is Still Alive                     | Garry Shandling        | 1979 Porsche 930 Turbo             | Du-Par's Restaurant & Bakery, Studio City, Los Angeles, CA | 20 gennaio 2016              |
| 10 | Cedric The Entertainer: Dittatori, comici e predicatori      | Dictators, Comics, and Preachers                                   | Cedric the Entertainer | 1958 Bentley S1                    | The Butcher's Daughter, New York, NY                       | 19 gennaio 2017              |
| 11 | Margaret Cho: A-ri-Cho                                       | You Can Go Cho Again                                               | Margaret Cho           | 1967 Mazda Cosmo                   | Highland Cafe, Los Angeles, CA                             | 23 giugno 2016               |
| 12 | Lorne Michaels: A tutti piace vedere le scimmie              | Everybody Likes to See the Monkeys                                 | Lorne Michaels         | 1955 Mercedes-Benz 300 SL Gullwing | The Monkey Bar, New York, NY                               | 14 luglio 2016               |
| 13 | Brian Regan: Una scimmia e una lampada di lava               | Are There Left Handed Spoons?                                      | Brian Regan            | 2005 Cadillac XLR                  | Espresso Profeta, Los Angeles, CA                          | 6 luglio 2018                |
| 14 | Robert Klein: Il pappone dell'opera                          | Opera Pimp                                                         | Robert Kline           | 1967 Jaguar Mark 2                 | Klein's home & Landmark Diner, Ossining, NY                | 3 luglio 2014                |
| 15 | Todd Barry: Allora sei disteso-teso?                         | So You're Mellow and Tense?                                        | Todd Barry             | 1966 MG MGB                        | Nathan's Famous, New York, NY                              | 23 gennaio 2014              |
| 16 | Ted L. Nancy: Mai offendere un cannibale                     | You Don't Want to Offend a Cannibal                                | Barry Marder           | 1966 Porsche 356 SC                | Bendix Diner, Hasbrouck Heights, NJ                        | 6 settembre 2012             |

## Un espresso a notte fonda
| N. | Titolo                                                       | Titolo originale                        | Ospite                     | Automobile                           | Ristorante                                                                 | Pubblicazione USA su Netflix |
| -- | ------------------------------------------------------------ | --------------------------------------- | -------------------------- | ------------------------------------ | -------------------------------------------------------------------------- | ---------------------------- |
| 1  | Bill Maher: Il numero di compiaciuto e arrogante             | The Comedy Team of Smug and Arrogant    | Bill Maher                 | 1979 Volkswagen Beetle               | Brite Spot, Echo Park, Los Angeles, CA                                     | 24 giugno 2015               |
| 2  | Sarah Silverman: Ti cambio la vita per sempre                | I'm Going to Change Your Life Forever   | Sarah Silverman            | 1969 Jaguar E-Type Series 2          | Millie's, Silver Lake, Los Angeles, CA                                     | 13 giugno 2013               |
| 3  | Bill Burr: Fumo oltre la striscia                            | Smoking Past the Band                   | Bill Burr                  | Novel Cafe, Santa Monica, California | Pleasantville Diner, Pleasantville, NY                                     | 20 novembre 2014             |
| 4  | Gad Elmaleh: Niente rossetto per le suore                    | No Lipsticks for Nuns                   | Gad Elmaleh                | 1950 Citroën 2CV                     | Pommes Frites, French Roast, New York, NY                                  | 27 giugno 2013               |
| 5  | Colleen Ballinger: Buon Ringraziamento, Miranda              | Happy Thanksgiving Miranda              | Miranda Sings              | 1960 Austin-Healey Sprite            | Art's Delicatessen Restaurant, Studio City, Los Angeles, CA                | 27 novembre 2014             |
| 6  | Larry David: Larry mangia un pancake                         | Larry Eats a Pancake                    | Larry David                | 1952 Volkswagen Beetle               | John O'Groats, Los Angeles, CA                                             | 19 luglio 2012               |
| 7  | Sebastian Maniscalco: Non so se volevi dire bestialità       | I Don't Think That's Bestiality         | Sebastian Maniscalco       | 1969 Chevrolet Camaro Z28            | Intelligentsia Coffee & The Tasting Kitchen, Venice, Los Angeles, CA       | 27 gennaio 2016              |
| 8  | Lewis Black: Quando finisce quest'obbligo?                   | At What Point Am I Out from Under?      | Lewis Black                | 1967 Cadillac Eldorado               | Junior's, Downtown Brooklyn, NY                                            | 26 gennaio 2017              |
| 9  | Colin Quinn e Mario Joyner: Parlano bene di Downton Abbey... | I Hear Downtown Abbey Is Pretty Good... | Colin Quinn & Mario Joyner | 1976 Triumph TR6                     | Fort Defiance Café, Brooklyn, NY                                           | 13 settembre 2012            |
| 10 | Bob Einstein: Inutilizzabile su Internet                     | Unusable on the Internet                | Bob Einstein               | 1970 Mercedes-Benz 300 SEL 6.3       | Jerry's Deli, Studio City, Los Angeles, CA Nate 'n Al's, Beverly Hills, CA | 30 agosto 2012               |
| 11 | Louis C.K.: Cabaret, sesso e i numeri blu                    | Comedy, Sex and the Blue Numbers        | Louis C.K.                 | 1959 Fiat 600 Jolly                  | Barca personale di Louis C.K., New York, NY                                | 2 gennaio 2014               |
| 12 | Kathleen Madigan: Un colpetto a una slot generosa            | Stroked Out on a Hot Machine            | Kathleen Madigan           | 1972 BMW 2002 tii                    | Alfred Coffee, Studio City, Los Angeles, CA                                | 13 gennaio 2016              |
| 13 | George Wallace: Due piloti polacchi                          | Two Polish Airline Pilots               | George Wallace             | 1965 Buick Riviera                   | Flamingo Las Vegas & Peppermill Fireside Lounge, Las Vegas, NV             | 26 giugno 2014               |
| 14 | Bob Einstein: Non ridi se si tratta di tua madre             | It's Not So Funny When It's Your Mother | Bob Einstein               | 2017 Acura NSX                       | Urth Caffé, Los Angeles, CA                                                | 9 febbraio 2017              |

## Novità 2018: Miscela originale
| N. | Titolo                                                            | Titolo originale                         | Ospite            | Automobile                     | Ristorante                                                     | Pubblicazione USA su Netflix |
| -- | ----------------------------------------------------------------- | ---------------------------------------- | ----------------- | ------------------------------ | -------------------------------------------------------------- | ---------------------------- |
| 1  | Zach Galifianakis: In una macchina tipo Terzo Reich               | From The Third Reich To You              | Zach Galifianakis | 1972 Volkswagen Thing          | Royal Donuts & Dinah’s Family Restaurant, Los Angeles, CA      | 6 luglio 2018                |
| 2  | Dave Chappelle: Nessuno dice più: “Vorrei una videocamera”        | Nobody Says, “I Wish I Had A Camera      | Dave Chappelle    | 1973 Citroën SM                | The Diner, Washington, D.C.                                    | 6 luglio 2018                |
| 3  | Ellen DeGeneres: Hai detto che non era buffo                      | You Said It Wasn’t Funny                 | Ellen DeGeneres   | 1977 Toyota Land Cruiser (J40) | Tre Lune, Montecito, CA                                        | 6 luglio 2018                |
| 4  | Tracy Morgan: Lasagne con sei formaggi diversi                    | Lasagna With Six Different Cheeses       | Tracy Morgan      | 1984 Ferrari 288 GTO           | Raymond’s Restaurant, Ridgewood, NJ                            | 6 luglio 2018                |
| 5  | Brian Regan: Non hanno cucchiai per mancini?                      | Are There Left Handed Spoons?            | Brian Regan       | 2005 Cadillac XLR              | Espresso Profeta, Los Angeles, CA                              | 6 luglio 2018                |
| 6  | Dana Carvey: MI.. FA.. TO..                                       | Na.. Ga.. Do.. It                        | Dana Carvey       | Meyers Manx Dune Buggy         | The Beverly Hills Hotel, Beverly Hills, CA                     | 6 luglio 2018                |
| 7  | Hasan Minhaj: Nessuno piange per una battuta                      | Nobody Cries At A Joke                   | Hasan Minhaj      | 1992 Ferrari 512TR             | Hastings Center Restaurant, Hastings-on-Hudson, NY             | 6 luglio 2018                |
| 8  | Neal Brennan: Le scarpe firmate sono sinonimo di bambini favolosi | Red Bottom Shoes Equals Fantastic Babies | Neal Brennan      | 1965 Porsche 356 C             | The Good Stuff, Hermosa Beach, CA                              | 6 luglio 2018                |
| 9  | John Mulaney: Una prostituta sotto la pioggia                     | A Hooker In The Rain                     | John Mulaney      | 1969 Alfa Romeo Giulia Super   | Capizzi, New York, NY                                          | 6 luglio 2018                |
| 10 | Kate McKinnon: Cervelli parlanti in un vaso                       | A Brain In A Jar                         | Kate McKinnon     | 1962 Fiat 600 Multipla         | Via Quadronno, New York, NY                                    | 6 luglio 2018                |
| 11 | Alec Baldwin: Giocare a Twister nudi                              | Gyrating, Naked Twister                  | Alec Baldwin      | 1974 BMW 3.0 CS coupe          | Madman Espresso, New York, NY Massapequa Diner, Massapequa, NY | 6 luglio 2018                |
| 12 | Jerry Lewis: Ecco Jerry!                                          | Heere’s Jerry!                           | Jerry Lewis       | 1966 Jaguar E-Type             | The Omelet House, Las Vegas, NV                                | 6 luglio 2018                |

## Novità 2019: Miscela originale
| N. | Titolo                                                      | Titolo originale                             | Ospite               | Automobile                           | Ristorante                                                                                         | Pubblicazione USA su Netflix |
| -- | ----------------------------------------------------------- | -------------------------------------------- | -------------------- | ------------------------------------ | -------------------------------------------------------------------------------------------------- | ---------------------------- |
| 1  | Eddie Murphy: Volevo solo spaccare                          | I Just Wanted to Kill                        | Eddie Murphy         | 2004 Porsche Carrera GT              | The Rose Venice, Venice, Los Angeles, CA                                                           | 19 luglio 2019               |
| 2  | Seth Rogen: Abbiamo le carni                                | We Have The Meats                            | Seth Rogen           | 1976 Dodge Royal Monaco Sedan        | Canter's Deli and Arby's, Los Angeles, CA                                                          | 19 luglio 2019               |
| 3  | Ricky Gervais: Forse la Cina?: Parte 1                      | China Maybe? – Parts 1                       | Ricky Gervais        | 2018 Rolls-Royce Dawn                | City Limits Diner, White Plains, NY                                                                | 19 luglio 2019               |
| 4  | Ricky Gervais: Forse la Cina?: Parte 2                      | China Maybe? – Parts 2                       | Ricky Gervais        | 2018 Rolls-Royce Dawn                | Martine's Fine Bake Shoppe, Scarsdale, NY                                                          | 19 luglio 2019               |
| 5  | Matthew Broderick: La gente che si comporta così è orribile | These People That Do This Stuff. They Stink. | Matthew Broderick    | 2018 Lamborghini Huracán Performante | Joe Coffee & Le Pain Quotidien, New York, NY                                                       | 19 luglio 2019               |
| 6  | Jamie Foxx: Devi prendere il sudore di alligatore           | You Got To Get The Alligator Sweat           | Jamie Foxx           | 1969 Maserati Mistral                | Slim Goodies Diner, New Orleans, LA                                                                | 19 luglio 2019               |
| 7  | Sebastian Maniscalco: Mia moglie non ne conosceva l'entità  | My Wife Didn't Know The Extent Of It         | Sebastian Maniscalco | 1959 Lambretta Series II             | Pasticceria Rocco, Faicco's Italian Specialties, Grom Gelato, & Murray's Cheese Shop, New York, NY | 19 luglio 2019               |
| 8  | Martin Short: Il mondo immaginario degli strafatti          | A Dream World Of Residuals                   | Martin Short         | 1983 Mercedes-Benz 300D Wagon        | Lunetta, Santa Monica, CA                                                                          | 19 luglio 2019               |
| 9  | Mario Joyner: Avrebbe dovuto averlo fatto                   | He Should Have Been Done That                | Mario Joyner         | 1974 VW Thing                        | Roscoe's House of Chicken e Waffles & Pinkberry, Los Angeles, CA                                   | 19 luglio 2019               |
| 10 | Melissa Villaseñor                                          | Melissa Villaseñor                           | Melissa Villaseñor   | 1991 Nissan Figaro                   | Forrest Point, Brooklyn, NY                                                                        | 19 luglio 2019               |
| 11 | Bridget Everett: Ancora calda al tatto                      | Still Hot To The Touch                       | Bridget Everett      | 1961 Cadillac Series 62 Convertible  | Café Angelique, Tenafly, NJ                                                                        | 19 luglio 2019               |
| 12 | Barry Marder: Big Lots e BevMo!                             | Big Lots and BevMo!                          | Barry Marder         | 1966 Porsche 356 SC Cabriolet        | Brent's Deli, Northridge, CA                                                                       | 19 luglio 2019               |

## Curiosità
L'episodio numero 22 della terza stagione originale, intitolato The Over-Cheer, che vede ospiti Jason Alexander e Wayne Knight, girato nel febbraio 2014, è inedito in Italia.
Jerry Seinfeld e George Costanza (Jason Alexander, riprendendo il ruolo interpretato nella sitcom Seinfeld) prendono un caffè e parlano dell'etichetta corretta per partecipare a una festa del Super Bowl prima di imbattersi in Newman (Wayne Knight). L'episodio è stato scritto da Seinfeld e Larry David ed è stato diretto da David. Una versione da 90 secondi dell'episodio è andata in onda su Fox prima della copertura dell'intervallo del Super Bowl XLVIII. Questo episodio è stato escluso dalle raccolte Netflix nel 2018.